# Українсько-словацькі відносини
Українсько-словацькі відносини — міжнародні відносини між Україною та Словаччиною. Країни встановили дипломатичні відносини 1 січня 1993 року.
Словаччина має посольство у Києві та генеральне консульство в Ужгороді, а також почесне консульство в Ужгороді. До тимчасової окупації Донбасу військами рф, друге консульство діяло в Донецьку. Україна має посольство у Братиславі та генеральне консульство в Пряшеві.

## Передісторія
Велика частина української діаспори проживає в Словаччині, зокрема в історичній області Пряшівщина.
1848 року українські та словацькі національні діячі зустрілися на Слов'янському конгресі в Празі, у 1916 націоналісти обох країн взяли участь у конференції Союзу народів у Лозанні.
Під час Першої Світової війни Російською імперією з військовополонених був сформований Чехословацький корпус, який бився проти Центральних держав на території України, зокрема під Зборовим та Бахмачем.
В міжвоєнний період Закарпатська область входила до складу Чехословаччини, а у 1939 році Перша Словацька Республіка межувала з Карпатською Україною.
У другій половині ХХ століття українські та словацькі політичні організації входили до Антибільшовицького блоку народів.

## Історія
29-30 червня 1993 року, Президент Словацької Республіки Михайло Ковач перебував з офіційним візитом в Україні, під час якого було підписано Договір про добросусідство, дружні відносини та співробітництво між Україною та СР (обмін ратифікаційними грамотами відбувся в м. Братислава 16 червня 1994 р.). У початковий період розвитку українсько-словацьких відносин їм не вистачало належної динамічності та цілеспрямованості. На певних етапах позначалися проблеми внутрішньої трансформації, зовнішні чинники, відсутність чіткої стратегії двосторонніх відносин та координації у реалізації стратегічних зовнішньополітичних пріоритетів. Подоланню наслідків цього етапу у двосторонніх відносинах сприяли офіційні візити до СР Прем'єр-міністра України (грудень 2000 р.), міністра закордонних справ (квітень 2001 р.), Президента України (червень 2001 р.), а також офіційний візит до України Президента СР (грудень 2002 р.).
Нового імпульсу двостороннім відносинам надав перший офіційний візит до Словацької Республіки Голови Верховної Ради України В. Литвина (м. Братислава, 7-8 жовтня 2003 р.). Під час зустрічей та переговорів на високому рівні були визначені шляхи активізації міжпарламентського співробітництва, насамперед між Комітетами з питань зовнішньої політики та європейської інтеграції, широкий спектр питань двостороннього співробітництва та міжнародної політики. Візит засвідчив усебічну підтримку Словаччиною євроінтеграційних прагнень України, її готовність поділитися набутим досвідом на шляху приєднання до ЄС та НАТО.
7 червня 2004 року, в Україні, з робочим візитом перебував Президент Словацької Республіки Р. Шустер. У процесі переговорів Президенти України та СР обмінялися думками про сучасні тенденції європейської політики, взаємодію двох держав на міжнародній арені, проаналізували сучасний стан українсько-словацьких відносин, визначили подальші кроки з метою поглиблення взаємовигідної співпраці у політичній, торговельно-економічній, енергетичній та гуманітарній сферах. Президент Р. Шустер наголосив на тому, що СР, яка набула повноправного членства в ЄС та НАТО, має намір активно підтримувати євроінтеграційний курс України і готова передати набутий інтеграційний досвід, зокрема в організації переговорного процесу з відповідними структурами ЄС та НАТО.
17 березня 2006 року відбувся офіційний візит до СР міністра закордонних справ України Б. Тарасюка, що посприяв закріпленню позитивних тенденцій розвитку українсько-словацьких відносин, а також конкретизації перспективних напрямів двостороннього співробітництва у політичній, економічній, енергетичній, гуманітарній та інших сферах. Важливим практичним здобутком візиту стало підписання міністрами закордонних справ України і СР двостороннього документа "Українсько-словацьке співробітництво в 2006 році з виконання Плану дій «Україна — ЄС», що дає змогу ефективно використовувати набутий Словаччиною євроінтеграційний досвід у процесі імплементації курсу України на європейську інтеграцію.
Після формувань нових Урядів в Україні та Словаччині (4 серпня та 4 липня відповідно), 18-19 серпня 2006 р. відбувся робочий візит міністра закордонних справ СР Я. Кубіша до України. Під час робочої зустрічі міністри закордонних справ України та Словаччини висловили зацікавленість у подальшому розвитку українсько-словацьких відносин. Я. Кубіш підтвердив готовність СР і надалі підтримувати плани України щодо вступу до ЄС та НАТО, а також продовжити у співпраці з Україною реалізацію Плану дій «Україна-ЄС». За ініціативою словацького міністра з січня 2007 р. Посольство СР в Україні виконує функції контактного посольства НАТО. Словацька сторона особливо наголошувала, що надання Україні допомоги в реалізації її трансатлантичних намірів було пріоритетом словацького головування у Вишеградській четвірці (липень 2006 — червень 2007 рр.), під час якого СР запрошувала представників України до участі в засіданнях у рамках В-4.
15-16 листопада 2006 року Голова Національної Ради СР П. Пашка відвідав Україну з офіційним візитом. В рамках цього візиту відбулися його зустрічі та переговори з Головою Верховної Ради України О. Морозом, Президентом України В. Ющенком, Прем'єр-міністром В. Януковичем та міністром закордонних справ Б, Тарасюком. Сторони підтвердили, що розвиток двосторонніх відносин належить до пріоритетних напрямів зовнішньої політики України та Словаччини. Всебічно обговорювались шляхи поглиблення двостороннього міжпарламентського співробітництва, зіставлялись позиції сторін у питанні європейської та євроатлантичної інтеграції України, розглядались актуальні завдання розвитку взаємодії у торговельно-економічній, соціальній та гуманітарній сферах.
26 лютого 2007 року відбувся офіційний візит Прем'єр-міністра СР Р. Фіцо до України, під час якого сторони підтвердили високу зацікавленість у подальшій активізації двостороннього діалогу, наголосили на важливості поглиблення українсько-словацького транскордонного співробітництва, що уможливить істотне збільшення регіональної складової двостороннього товарообігу, залучення інвестиції з допомогою спеціальних європейських фондів. Словацька сторона висловила зацікавленість у поглибленні співпраці в енергетичній сфері, зокрема у постачанні української електроенергії до СР.
11-12 жовтня 2007 року, Президент України В. Ющенко відвідав Словацьку Республіку з офіційним візитом. Відбулися його переговори з Президентом СР І. Гашпаровичем, а також зустрічі з Головою Національної Ради СР П. Пашкою та Прем'єр-міністром СР Р. Фіцом, у процесі котрих обговорено весь спектр питань розбудови двостороннього політичного, економічного та гуманітарного співробітництва, позитивно оцінені інтенсивність і динаміка розвитку політичного діалогу.
14 січня 2008 року відбувся робочий візит Президента Словацької Республіки І. Гашпаровича до України (м. Ужгород). Під час переговорів глави держав високо оцінили рівень співробітництва України та СР. Словацька сторона підтвердила свою підтримку стратегічного курсу України на європейську та євроатлантичну інтеграцію, її вступу до СОТ. Президент Словаччини також позитивно оцінив наміри України перейти у відносинах з НАТО до Плану дій щодо членства в Альянсі.
У березні 2022 року посольство Словаччини в Києві через Російське вторгнення в Україну тимчасово призупинило свою роботу, з 12 квітня того ж року почався розгляд питання з відновлення його діяльності.
20 червня 2023 року, парламент Словаччини визнав Голодомор 1932—1933 років геноцидом народу України.

## Характер відносин
Між Україною і СР широко розвиваються торговельні відносини. Основними і традиційними статтями експорту України є залізорудна сировина (марганцеві й залізні руди), електроенергія, чорне кам'яне вугілля, мінеральні добрива, різна хімічна продукція, плосковальцьовані вироби зі заліза і сталі, феросплави, продукція машинобудування, стальні труби і под. Найбільшими статтями українського імпорту зі Словаччини стали вогнетривка цегла, стрічки транспортерні, плоский прокат, магнезит, скляна тара, гербіциди, інші товари переробної промисловості.
До ключових питань українсько-словацьких відносин належить співробітництво у сфері етнонаціональної політики. За переписом 2001 р. в Україні налічувалося 6,4 тис. словаків, понад 90 % з них мешкали у Закарпатській області. Словаки в Україні переживають період національного ренесансу. Діє низка національно-культурних товариств, зокрема Обласне культурно-освітнє товариство «Матіца Словенська» на Закарпатті, Товариство словацької культури ім. Людовіта Штура, Ужгородське товариство словаків, Словацьке товариство ім. М. Р. Штефаніка у Львові та два спільні товариства чехів та словаків «Матіца Волинська» в Луцьку, осередок чеського і словацького товариства ім. Я. Коменського «Стромівка» в м. Дубно Рівненської області. У Сторожницькій та Ужгородській школах № 21відкрито класи зі словацькою мовою навчання. В усіх інших населених пунктах, де компактно проживають словаки, учні мають змогу вивчати словацьку мову факультативно. У 2006—2007 н. р. у 12 школах Словаччини українську мову вивчали близько 600 учнів. Українська мова вивчається у Медичній школі в Гуменному, гімназії в Пряшеві.
Характеризуючи договірно-правову базу українсько-словацьких відносин за останні роки звернемо увагу на те, що упродовж 2009—2011 рр. підписано: Протокол про співробітництво при підготовці нормативно-правових актів у сфері державної служби між Головним управлінням державної служби України та Міністерством праці, соціальних справ та сім'ї Словацької Республіки (підписано з набуттям чинності 8 жовтня 2009 р.); Протокол про співробітництво між Міністерством закордонних справ України та Міністерством закордонних справ СР, а також План українсько-словацьких консультацій між МЗС України та МЗС СР на 2010 р. та Протокол між Адміністрацією Державної прикордонної служби України та Міністерством внутрішніх справ СР про обмін інформацією (підписано з набуттям чинності 15 квітня 2010 р.); Угоду між Урядом України та Урядом Словацької Республіки про скасування консульських зборів (підписана 6 жовтня 2010 р. і чинна з 23 березня 2011 р.); Протокол про внесення змін і доповнень до Угоди між Урядом України та Урядом Словацької Республіки про повітряне сполучення (підписано б жовтня 2010 р. і чинний з 26 листопада 2011 р.); Угоду між Урядом Російської Федерації, Урядом Словацької Республіки та Кабінетом Міністрів України про перевезення ядерних матеріалів між Російською Федерацією та Словацькою Республікою через територію України (підписана 21 жовтня 2010 р. і чинна з 23 травня 2011 р.); Угоду між Держспоживстандартом України та Управлінням зі стандартизації, метрології та випробувань Словацької Республіки і про співробітництво у сфері стандартизації, метрології та оцінки відповідності (підписана з набуттям чинності 28 жовтня 2010 р.); Угоду між Міністерством оборони України і Міністерством оборони Словацької Республіки про співробітництво у військовій сфері (підписана з набуттям чинності 24 квітня 2011 р.); Угоду між Україною та Словацькою Республікою про внесення змін до Угоди між Україною і Словацькою Республікою про місцевий прикордонний рух від 17 червня 2011 р. (підписана 17 червня 2011 р. і чинна з 29 грудня 2011 р.).
Словаччина допомагає і передає Україні свій досвід європейської та євроатлантичної інтеграції. У цьому контексті зазначимо дуже активну співпрацю українських (Національний інститут стратегічних досліджень) та словацьких (Словацька асоціація зовнішньої політики) експертів, зокрема в рамках проєкту Національний конвент України щодо ЄС.
З цього приводу 25 липня 2012 р. у Міністерстві закордонних справ СР відбулася зустріч директора Національного інституту стратегічних досліджень України (НІСДУ) А. Єрмолаєва з державним секретарем МЗС Словацької Республіки П. Буріаном.
Обговорювались і загальні питання підтримки словацькою стороною європейської інтеграції України, і конкретні проєкти, за котрими співпрацюють держави у рамках реалізації євроінтеграційних амбіцій України. Дискусія переважно точилася навколо проєкту «Національний конвент щодо Європейського Союзу в Україні», саме з метою участі у підсумковому пленарному засіданні якого і було організовано робочий візит в Україну 11-12 липня 2012 р. державного секретаря МЗС СР П. Буріана. Зважаючи на те, що головним реалізатором проєкту від Словаччини постала провідна словацька неурядова організація у сфері зовнішніх відносин — Словацька асоціація зовнішньої політики, директора НІСДУ А. Єрмолаєва під час його зустрічі з держсекретарем МЗС СР П. Буріаном супроводжував керівник Дослідницького центру Словацької асоціації зовнішньої політики О. Дулеба. У процесі зустрічі А. Єрмолаєв висловив удячність словацькій стороні за її (в особі зовнішньополітичного відомства Словаччини) активну підтримку в реалізації проєкту «Національний конвент щодо Європейського Союзу в Україні».
У 2014—2015 роках основним питанням українсько-словацьких відносин стала організація реверсних постачань газу.